# Sudden Strike
«Sudden Strike» — компьютерная игра, стратегия в реальном времени (RTS) на тему Второй мировой войны. Игрок видит ландшафт в изометрической перспективе и управляет множеством разнообразных юнитов, таких как пехота, танки, артиллерия, и авиация.

## История
Игра была разработана Fireglow Games, издана в 2000 году.
Когда стратегия Sudden Strike появилась на рынке, она сразу стала бестселлером. Затем она несколько раз модернизировалась и переиздавалась вплоть до 2007 года.

## Геймплей
Основное отличие данной стратегии — редкое сочетание исторически корректных правил варгейма и внешних эффектов современных RTS.
Это свойство было достигнуто благодаря многим слагаемым, главное из которых — игровая система Sudden Strike, позволяющая использовать для достижения победы своих войск разнообразную и нелинейную тактику, обеспечивающая богатые возможности взаимодействия войск и окружающего ландшафта.
Популярность у поклонников жанра RTS игре обеспечили следующие особенности:
- отсутствие традиционного строительства и торговли, которые оригинально компенсированы технологиями «подкрепление/снабжение»;
- система повреждений дает широкие возможности задания параметров вплоть до чувствительности к каждому типу снаряда (в рамках 16 различных типов);
- высокая степень интерактивности объектов ландшафта;
- система озвучивания практически любых событий в игре.
- возможность создания пользовательских модификаций; простая, открытая структура описания всех игровых сущностей
- невысокие требования к производительности компьютера

## Игровой процесс
| Сводный рейтинг       | Сводный рейтинг |
| Агрегатор             | Оценка          |
| --------------------- | --------------- |
| GameRankings          | 76,22 %         |
| Русскоязычные издания |                 |
| Издание               | Оценка          |
| Absolute Games        | 85/100          |

В игре представлены три стороны: нацистская Германия, Советский Союз, а также Союзники (Великобритания, Франция, США). За каждую из этих сторон существует одна кампания, состоящая из 12 миссий за союзников и Германию и из 11 миссий — за СССР (фактически играется 10 сценариев, а уровень 3 может быть представлен одним из двух, в зависимости от того, будут ли выполнены задачи предыдущей миссии). Задачей игрока является выполнение различных заданий, например, захват или оборона города или проведение диверсионных операций. Игрок может управлять всеми юнитами, среди которых пехота, танки, артиллерия, а также в некоторых миссиях возможна авиационная поддержка. Помимо кампаний в игре есть большое количество одиночных миссий. В игре реализована возможность многопользовательской игры.